# 短身鯪脂鯉
短身鯪脂鯉（学名：Prochilodus brevis）為輻鰭魚綱脂鯉目脂鯉亞目無齒脂鯉科的其中一個種，分布於南美洲巴西東北部淡水流域，體長可達27公分，棲息在河川底中層水域，生活習性不明，可做為食用魚及養殖魚。